# جمانة الزنجي
جمانة الزنجي (23 يوليو 1972) هي ممثلة ومؤدية صوت لبنانية.

## فيلموغرافيا

### أفلام
- أميرة الروم. 2015
- القنينة السحرية. 2016
- كنز قارون. 2016

### تلفاز
- عين الجوزة. 2015

### أدوار الدبلجة
- لويزا فرناندا - لويزا فرناندا
- روبي - روبي
- إمراة في حياتي - أليكساندرا
- بوكيمون - ميستي
- الجاسوسات - أليكس
- نادي وينكس - أيسي
- أبطال ليوكو - أيليتا
- أطلنطس: الإمبراطورية المفقودة - أودري (النسخة العربية الفصحى)
- أليس في بلاد العجائب (فيلم 1951) - ملكة القلوب (النسخة العربية الفصحى)
- دكتور هو
- الديناصورات - إيما(النسخة العربية الفصحى)
- جنكيز خان
- خيال إليوت - إليوت
- شركة الوحوش - روز (النسخة العربية الفصحى)
- فيلم ستيتش - المستشارة الكبرى(النسخة العربية الفصحى)
- نوار
- وال إي (النسخة العربية الفصحى)
- يوسف الصديق - تيي

- توبوت - ديلان، أكني
- يوغي يو زيكسال - كاري، ديكسترا
- يوغي يو! آرك-في - سيلينا، دينيس
- يونيكيتي - الدكتورة فوكس
- مغامرات فلاب جاك - بابي
- إد إدد وإدي - اد
- جوجو بطل الحكاية - الراوية
- مستر مان شو - مطاط، شمس
- أكاذيب كبيرة صغيرة (Big Little Lies) - ريناتا كلاين (لورا ديرن)

## وصلات خارجية
- جمانة الزنجي على موقع قاعدة بيانات الأفلام العربية